# Гризерские петроглифы
Гризерские петроглифы (англ. Greaser Petroglyph Site) находятся на земле, принадлежащей Бюро по управлению землёй на востоке округа Лейк в штате Орегон, примерно в 40 км от города Лейквью.
Изображения были выбиты на базальтовом валуне индейцами и датируются около 12 тыс. лет назад. В 1974 г. Гризерские петроглифы включены в Национальный реестр исторических мест США.
Палеоиндейцы населяли юго-восток современного штата Орегон ещё со времён культуры Кловис, 12-10 тыс. лет назад. В то время дождевые озёра заполняли многие впадины орегонской высокогорной пустыни. Жители того периода, об этнокультурной принадлежности которых при нынешнем уровне знаний судить невозможно, жили в сезонных поселениях на берегах озёр и занимались охотой и собирательством. Наиболее ранние из орегонских петроглифов могут иметь возраст около 12 тыс. лет.
Гризерские петроглифы могли быть созданы или в период Кловис, или в последующий период Stemmed Point Period, таким образом, их возраст составляет от 12 до 7,5 тысяч лет.
Как минимум однажды Гризерские петроглифы подверглись вандализму, однако археологи сумели восстановить памятник. В настоящее время у памятника установлена табличка, предупреждающая об ответственности за их повреждение.